# St.-Petrus-Grotte

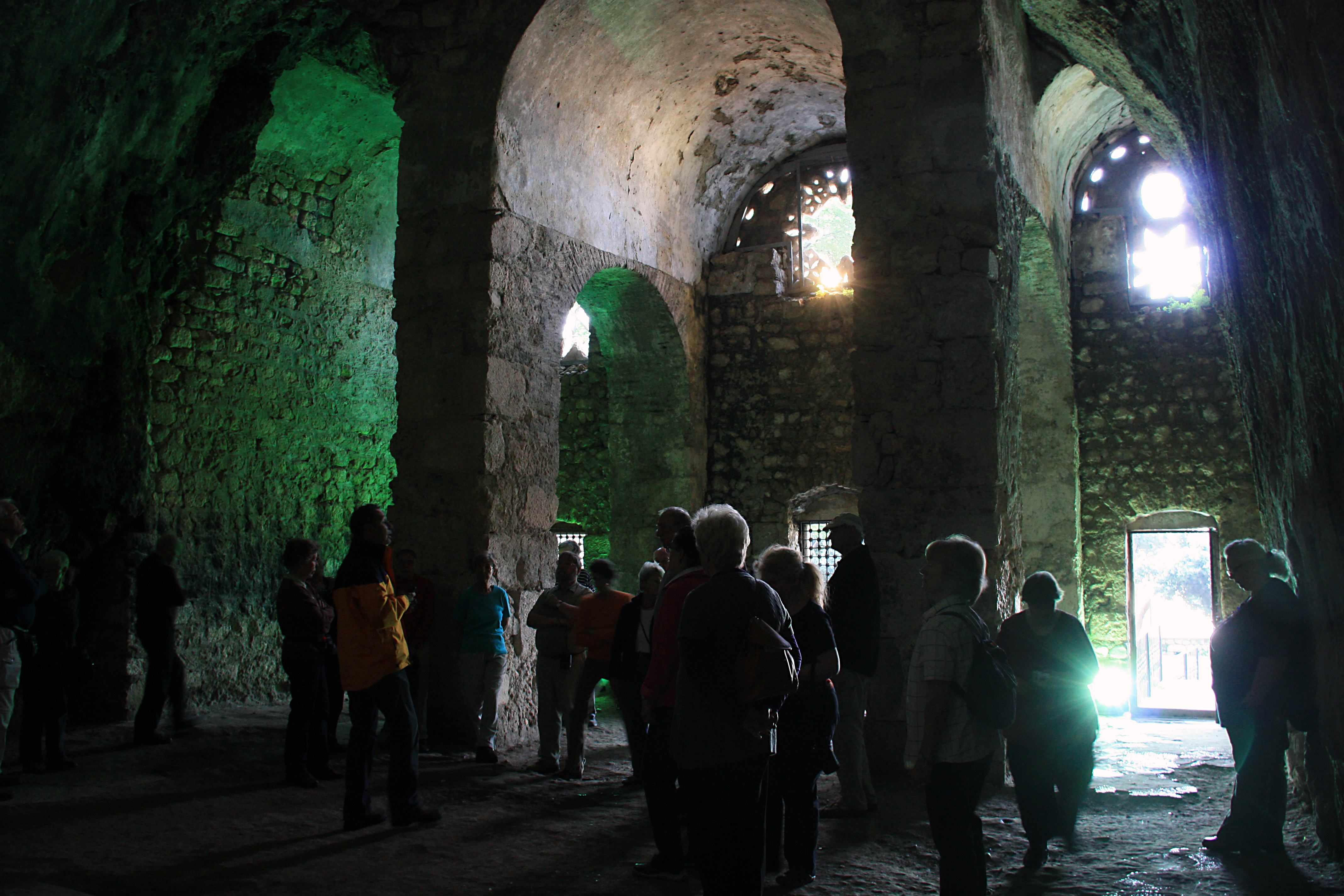
Innenraum der Grotte

Die St.-Petrus-Grotte ist eine Höhlenkirche in der Türkei, in der Nähe der heutigen Stadt Antakya, des antiken Antiochia am Orontes. Es ist die einzige in Antakya verbliebene christliche Spur aus der Antike.
Der heilige Lukas soll diese Höhlenkirche gegründet haben, benannt ist sie jedoch nach Petrus, der die Christianisierung Kleinasiens von Antiochia aus an vorderster Front betrieb.
Nach der Überlieferung versammelte sich hier die erste christliche Gemeinde um Paulus, Barnabas, Petrus und dann um die ersten Bischöfe der Stadt (Apg 11,19 ):

„Bei der Verfolgung, die wegen Stephanus entstanden war, kamen die Versprengten bis nach Phönizien, Zypern und Antiochia; doch verkündeten sie das Wort nur den Juden. Einige aber von ihnen, die aus Zypern und Zyrene stammten, verkündeten, als sie nach Antiochia kamen, auch den Griechen das Evangelium von Jesus, dem Herrn. Die Hand des Herrn war mit ihnen und viele wurden gläubig und bekehrten sich zum Herrn. Die Nachricht davon kam der Gemeinde von Jerusalem zu Ohren und sie schickten Barnabas nach Antiochia. Als er ankam und die Gnade Gottes sah, freute er sich und ermahnte alle, dem Herrn treu zu bleiben, wie sie es sich vorgenommen hatten. Denn er war ein trefflicher Mann, erfüllt vom Heiligen Geist und von Glauben. So wurde für den Herrn eine beträchtliche Zahl hinzugewonnen. Barnabas aber zog nach Tarsus, um Saulus aufzusuchen. Er fand ihn und nahm ihn nach Antiochia mit. Dort wirkten sie miteinander ein volles Jahr in der Gemeinde und unterrichteten eine große Zahl von Menschen. In Antiochia nannte man die Jünger zum ersten Mal Christen. In jenen Tagen kamen von Jerusalem Propheten nach Antiochia hinab.“

Die Kreuzritter, die Antiochia 1098 erobert hatten, bauten die Kirche wieder auf, erweiterten sie und errichteten eine Fassade. Die verfallende Fassade wurde 1863 von Kapuziner-Mönchen wiederaufgebaut. Die Restaurierung der Kirche wurde von Papst Pius IX. und von Napoleon III. mitfinanziert.
Der steinerne Altar aus Mauerwerk und einer Altarplatte soll im Zusammenhang mit einem Besuch des Apostels Petrus in der Kirche errichtet worden sein. Das Fest der Kirchweih wird in Antakya am 21. Februar gefeiert. Die Marmorfigur des Hl. Petrus in einer Rundbogennische in der Mauer oberhalb des Altars wurde dort im Jahr 1932 installiert.
An der kleinen Quelle in der Kirche fanden Taufen statt. Am 29. Juni findet hier alljährlich ein Fest statt.
Nahe bei der Kirche ist ein Reliefporträt in den Fels gemeißelt, das manche für Charon halten, den Fährmann, der die Toten in den Hades brachte. Wahrscheinlich ist es jedoch das Abbild eines Mitglieds der Seleukiden-Dynastie, die die Stadt gründete.
Zwei weitere Kirchen werden noch genutzt: eine Kapuzinerkirche an der Kurtuluş Caddesi sowie eine griechisch-orthodoxe Kirche in der Nähe der Rana-Brücke.

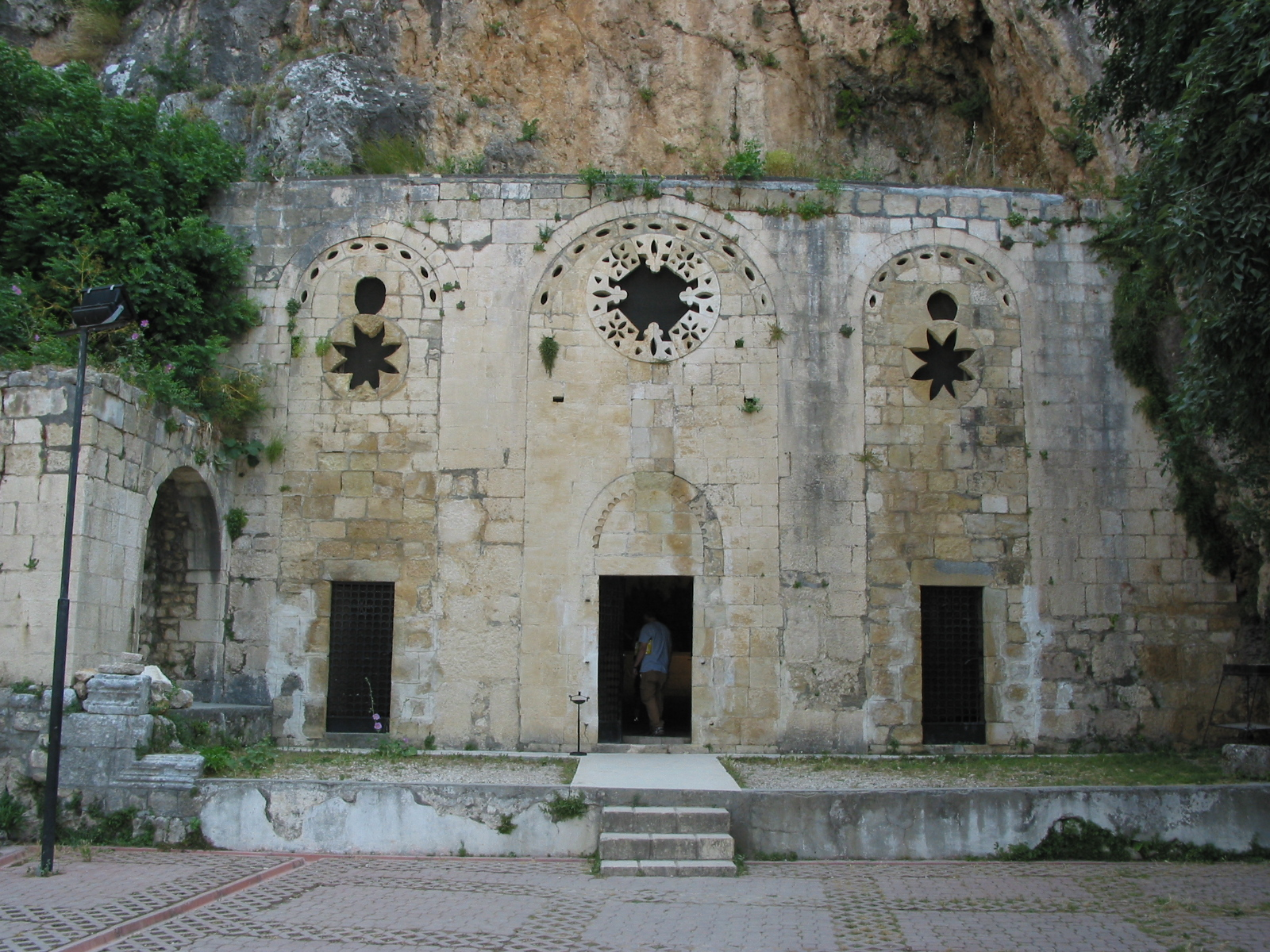
Fassade der Kirche mit Arkadengliederung und Rosette in der mittleren Arkade.
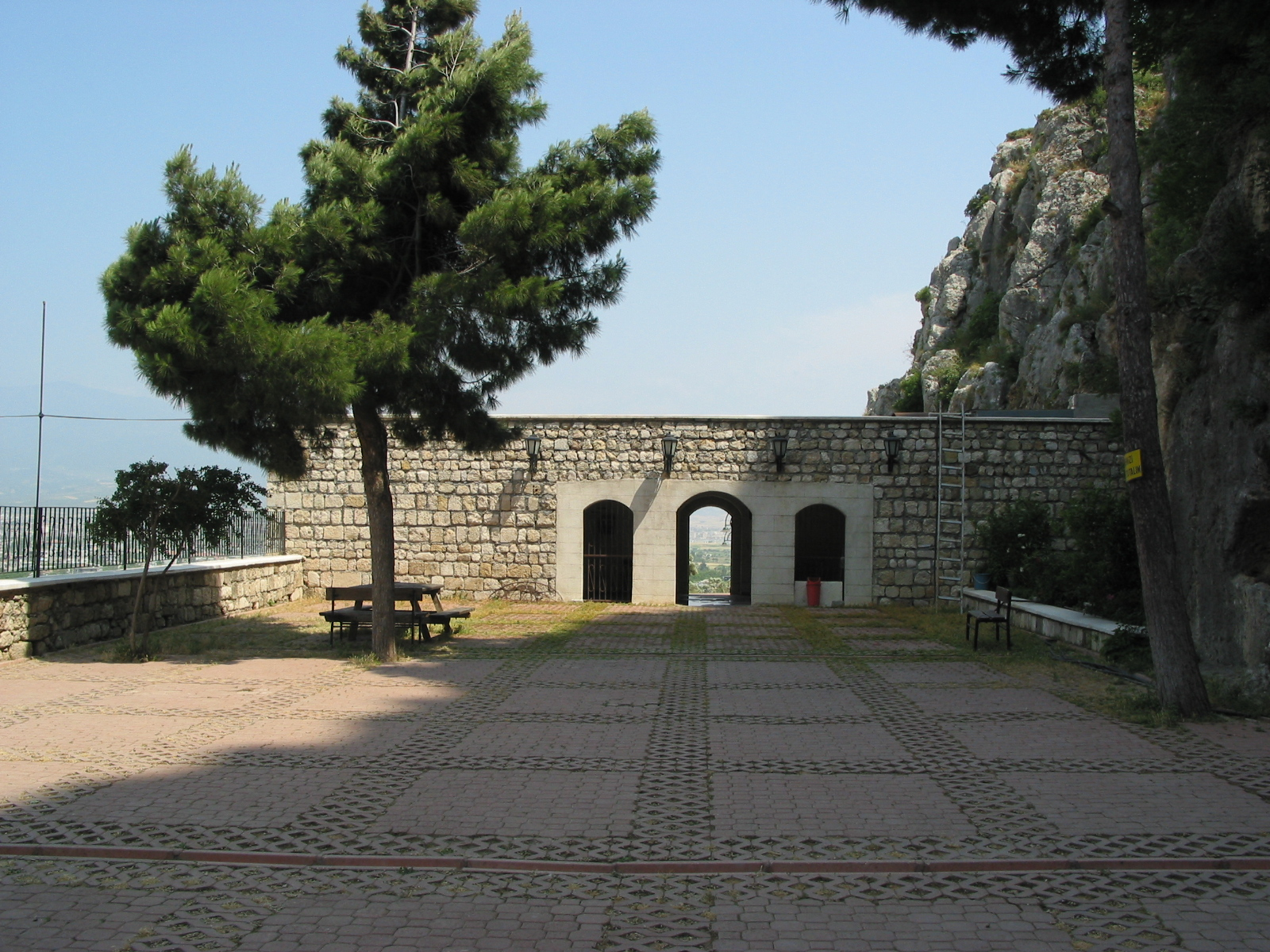
Moderner Vorhof
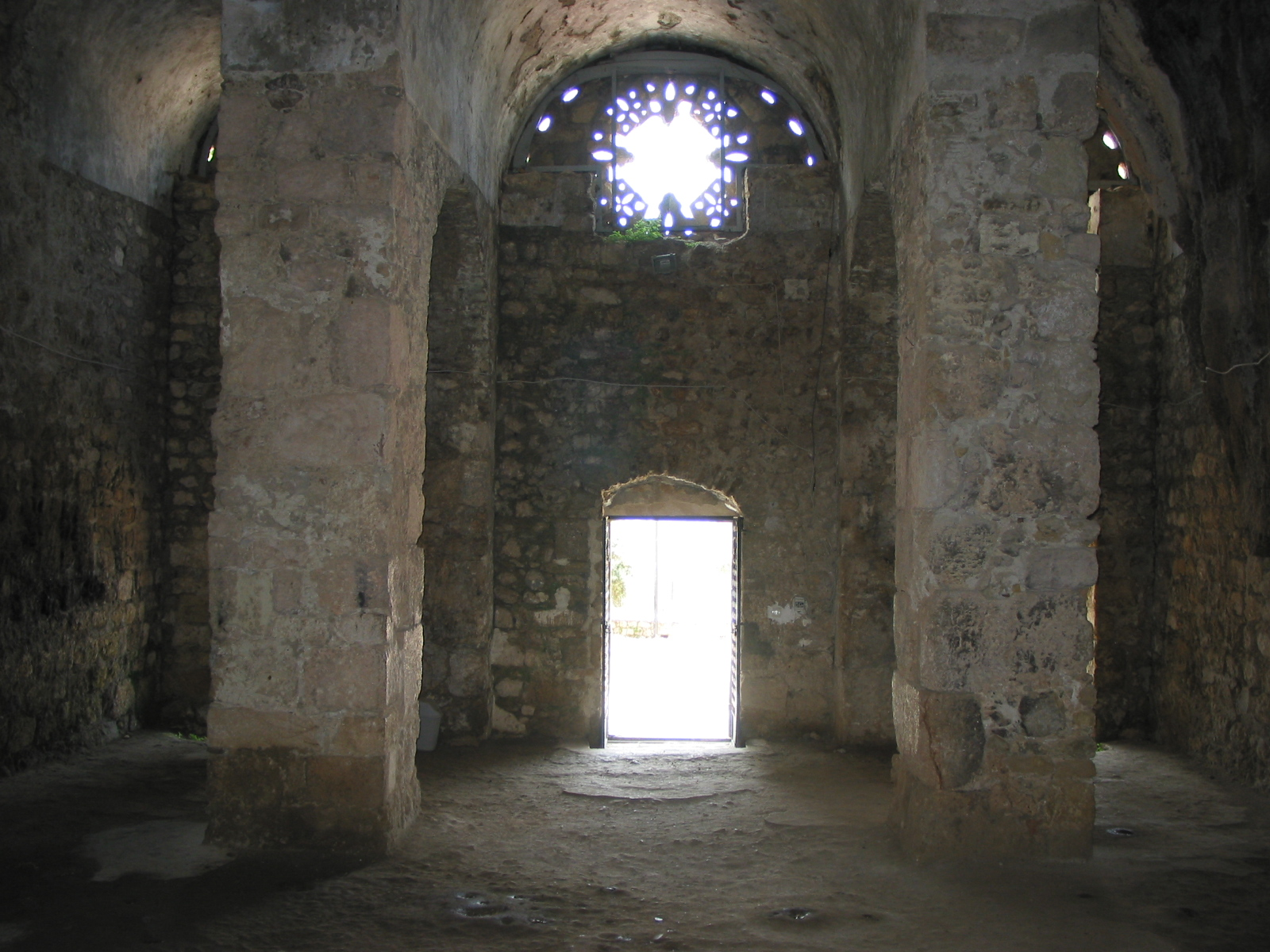
Innenraum mit Portal
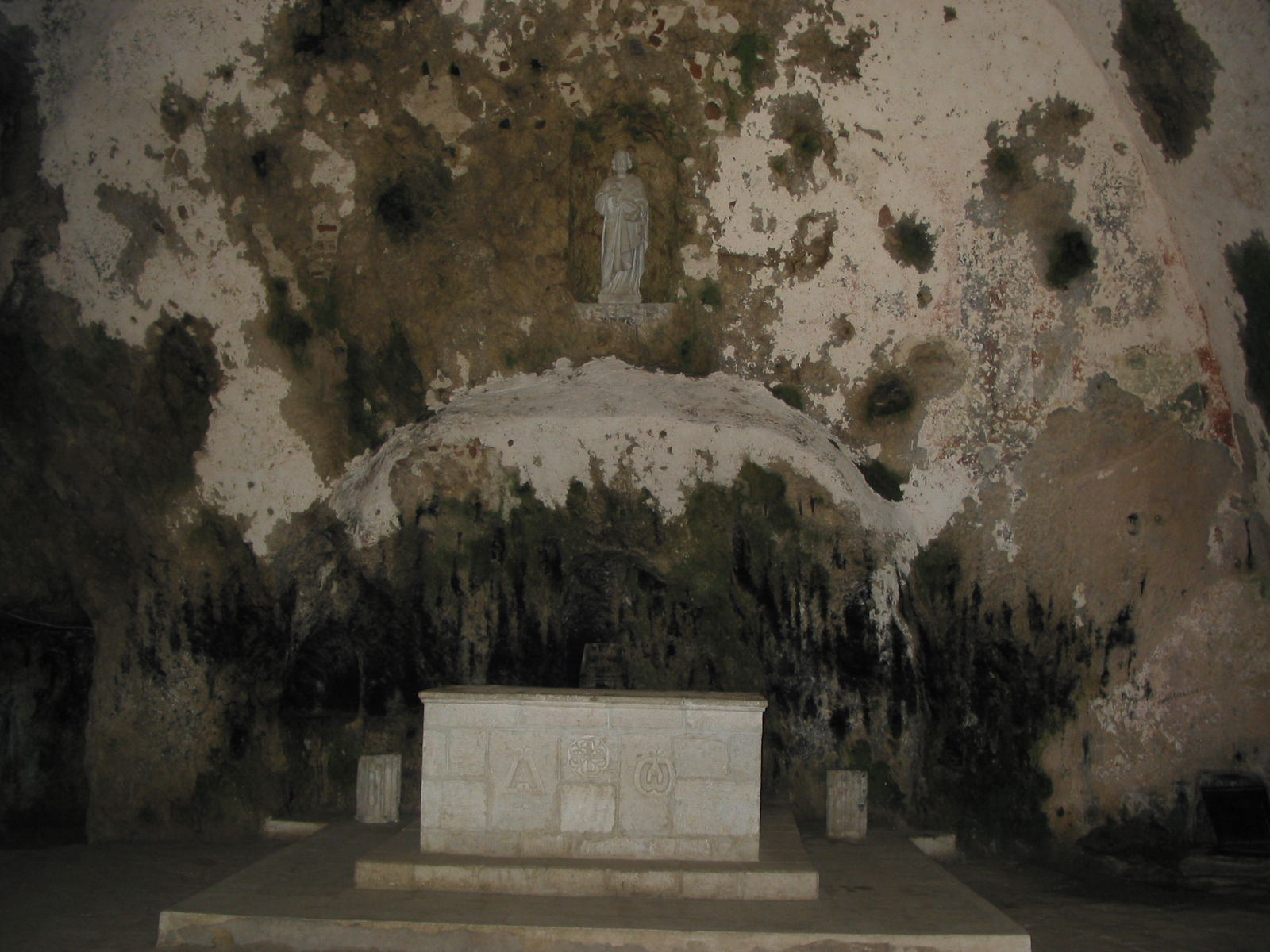
Altar mit Resten von Freskenmalerei an der Felswand
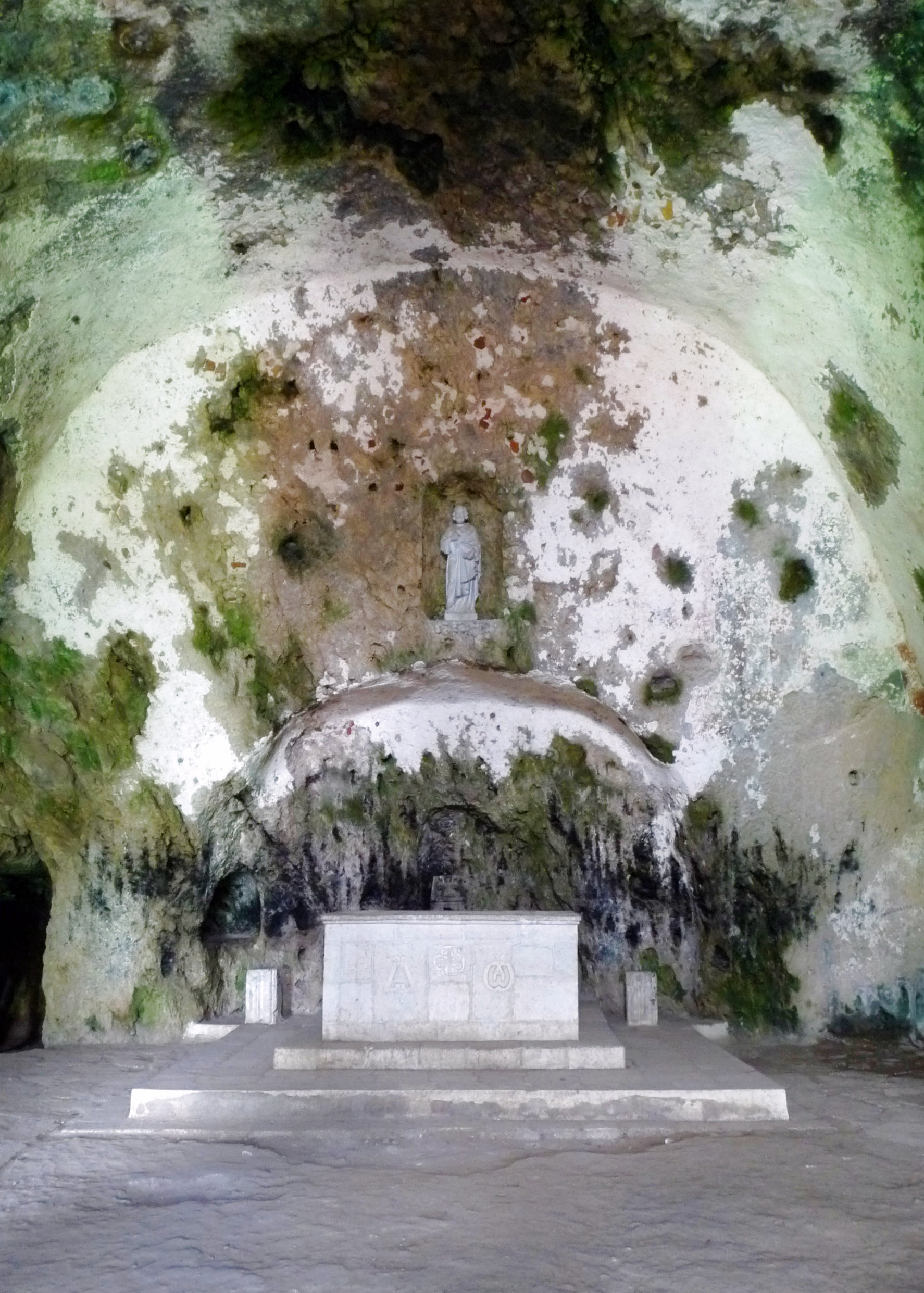
Innenraum mit Altar